# جیسون وست
جیسون وست (به انگلیسی: Jason Vest) یک روزنامه‌نگار پژوهشی است که بیشتر شهرت او بخاطر گزارشهایش در زمینهٔ شکنجه و آزار زندانیان ابوغریب می‌باشد. او در چند انجمن و مجلهٔ مربوط به مسائل آمریکا و امنیت این کشور فعالیت می‌کند.

انجمن آمریکن ژورنالیست در سال ۲۰۰۲ به او لقب قهرمان روزنامه‌نگاران را داد. او امروز در ایندیاناپلیس روزنامه‌نگاری را تدریس می‌کند.